# Lothrop Stoddard
Theodore Lothrop Stoddard (29 de junio de 1883 - 1 de mayo de 1950) fue un historiador, periodista, politólogo, supremacista blanco y nacionalista blanco estadounidense. Stoddard escribió varios libros que defendían la eugenesia y el racismo científico, incluido The Rising Tide of Color Against White World-Supremacy (1920). Abogó por una jerarquía racial que creía que debía preservarse a través de leyes contra el mestizaje. Los libros de Stoddard alguna vez fueron ampliamente leídos tanto dentro como fuera de los Estados Unidos.
Fue miembro del Ku Klux Klan, donde se recomendaba la lectura de sus libros. También fue miembro de la American Eugenics Society, así como miembro fundador (junto con Margaret Sanger) y miembro de la American Birth Control League.
El trabajo de Stoddard influyó en el gobierno nazi de Alemania. Su libro The Revolt Against Civilization: The Menace of the Under-man (1922) introdujo el término Untermensch (la traducción alemana de Under-man) en las concepciones nazis sobre la raza. Como periodista, pasó un tiempo en Alemania durante los primeros meses de la Segunda Guerra Mundial, donde entrevistó a varios destacados funcionarios nazis. Después del final de la guerra, la escritura de Stoddard perdió popularidad.

## Primeros años y educación
Stoddard nació en Brookline, Massachusetts, hijo de John Lawson Stoddard, un destacado escritor y conferencista, y su esposa Mary H. Stoddard. Asistió a la Universidad de Harvard, se graduó magna cum laude en 1905 y estudió derecho en la Universidad de Boston hasta 1908. Stoddard recibió un Ph.D. en Historia de la Universidad de Harvard en 1914 con una tesis sobre la independencia de Haití.

## Carrera
Stoddard fue miembro de la American Historical Association, la Asociación Estadounidense de Ciencia Política y la Academy of Political Science.
En 1923, una exposición de Hearst's International reveló que Stoddard era miembro del Ku Klux Klan (KKK) y había estado actuando como consultor de la organización. Una publicación del KKK a los miembros había elogiado The Rising Tide of Color Against White World-Supremacy en términos explícitamente raciales. Stoddard descartó en privado la investigación hecha por la revista Hearst como un "equipo de judíos extremistas".

## Ideas
Stoddard fue autor de muchos libros, la mayoría de ellos relacionados con la raza y la civilización. Escribió principalmente sobre los supuestos peligros que representan los pueblos "de color" para la civilización blanca. Muchos de sus libros y artículos eran racistas y describían lo que él veía como el peligro de la inmigración no blanca. Desarrolla este tema en The Rising Tide of Color Against White World-Supremacy,, publicado originalmente en 1920 con una introducción de Madison Grant. Presenta una visión de la situación mundial relacionada con la raza y centrando la preocupación en la próxima explosión demográfica entre los pueblos no blancos del mundo y la forma en que la "supremacía mundial blanca" se estaba reduciendo a raíz de la Primera Guerra Mundial y el colapso del colonialismo. En el libro, Stoddard culpó al etnocentrismo de los "imperialistas teutónicos" alemanes por el estallido de la Primera Guerra Mundial.
Stoddard argumentó que la raza y la herencia genética eran los factores rectores de la historia y la civilización y que la eliminación o absorción de la raza "blanca" por las razas "de color" daría como resultado la destrucción de la civilización occidental. Al igual que Madison Grant en The Passing of the Great Race, Stoddard dividió la raza blanca en tres divisiones principales: nórdica, alpina y mediterránea. Consideró que los tres eran de buena estirpe y muy por encima de la calidad de las razas de color, pero argumentó que el nórdico era el más grandioso de los tres y necesitaba ser preservado por medio de la eugenesia. Consideró que la mayoría de los judíos eran racialmente "asiáticos" y abogó por restringir la inmigración judía porque los consideraba una amenaza para la pureza racial nórdica en los Estados Unidos. Advirtió que EE. UU. estaba siendo "invadido por hordas de inmigrantes alpinos y mediterráneos, sin mencionar elementos asiáticos como levantinos y judíos". Las creencias racistas de Stoddard eran especialmente hostiles hacia los negros. Afirmó que eran fundamentalmente diferentes de otros grupos, que no tenían civilizaciones propias y que no habían contribuido en nada al mundo. Stoddard se opuso al mestizaje y dijo que "los cruces con el negro son uniformemente fatales". Durante un discurso de 1921 en Birmingham, Alabama, el presidente Warren G. Harding elogió su libro.
En The Revolt Against Civilization (1922), Stoddard presentó la teoría de que la civilización impone una carga cada vez mayor sobre los individuos, lo que conduce a una subclase cada vez mayor de individuos que no pueden seguir el ritmo y una "oleada de revuelta". Stoddard abogó por la restricción de la inmigración y la legislación favorable al control de la natalidad para reducir el número de personas de clase baja y promovió la reproducción de miembros de las clases media y alta.
El principal teórico racial del Partido Nazi, Alfred Rosenberg, se apropió del término racial Untermensch de la versión alemana del libro de Stoddard de 1922 The Revolt Against Civilization: The Menace of the Under-man. El título alemán fue Der Kulturumsturz: Die Drohung des Untermenschen (1925).

### Debate con W.E.B. Du Bois
En 1929, Stoddard debatió con el historiador afroamericano W.E.B. Du Bois sobre la supremacía blanca y su afirmación de la inferioridad natural de las razas de color. El debate, organizado por el Consejo del Foro de Chicago, fue anunciado como "uno de los mayores debates jamás celebrados". Du Bois respondió afirmativamente a la pregunta: "¿Se debe animar al negro a buscar la igualdad cultural? ¿Tiene el negro las mismas posibilidades intelectuales que otras razas?". Du Bois sabía que el racismo sería involuntariamente divertido en el escenario; como escribió a Moore, el senador James Thomas Heflin "gritaría todo el tiempo" en un debate". "Du Bois dejó que el excesivamente confiado y grandilocuente Stoddard entrara en un momento cómico, que Stoddard hizo aún más gracioso al no entender la broma".
La transcripción registra que Stoddard dijo: "'Los hombres más ilustrados de la América blanca del sur... están haciendo todo lo posible para que la separación no signifique discriminación; que si los negros tienen escuelas separadas, sean buenas escuelas; que si tienen alojamientos separados en los trenes, tengan buenos alojamientos'. [risas]".Du Bois, al responder a Stoddard, dijo que la razón de las risas del público era que él nunca había viajado bajo las restricciones de Jim Crow. "Nosotros sí", le dijo Du Bois a él y a la audiencia mixta.
Este momento quedó plasmado en el titular del medio The Chicago Defender: "DuBois destroza las teorías culturales de Stoddard en un debate; miles de personas abarrotan la sala...aplaudieron cuando demostró la igualdad racial". El periódico Afro-American informó: "5.000 aplauden a W.E.B. DuBois y se ríen de Lothrop Stoddard".

### Reportajes desde la Alemania nazi
Entre 1939 y 1940, Stoddard pasó cuatro meses como periodista de la North American Newspaper Alliance en la Alemania nazi. Recibió un trato preferente de los funcionarios nazis en comparación con otros periodistas. Por ejemplo, el Ministerio del Reich para la Ilustración Pública y Propaganda insistió en que Max Jordan, de la NBC, y William Shirer, de la CBS, utilizaran a Stoddard para entrevistar al capitán del Bremen.
Stoddard escribió unas memorias, Into the Darkness: Nazi Germany Today (1940), sobre sus experiencias en Alemania. Entre otros acontecimientos, el libro describe entrevistas con figuras nazis como Heinrich Himmler, Robert Ley y Fritz Sauckel, así como un breve encuentro con el propio Hitler. Stoddard visitó el Tribunal de Salud Hereditaria de Charlottenburg, un tribunal de apelación que decidía si los alemanes eran esterilizados. Después de haber observado varios juicios de disgenia en el tribunal, Stoddard declaró que la legislación eugenésica "se estaba administrando con estricto respeto a sus disposiciones y que, en todo caso, las sentencias eran casi demasiado conservadoras" y que la ley estaba "eliminando las peores cepas del tronco germánico de una manera científica y verdaderamente humanitaria."

### Posguerra
Tras la Segunda Guerra Mundial, las teorías de Stoddard se consideraron demasiado afines a las de los nazis, por lo que su popularidad disminuyó considerablemente. Su muerte por cáncer en 1950 pasó casi desapercibida, a pesar de su gran número de lectores e influencia.